# Vinice
Vinice är en kulle i Tjeckien.   Den ligger i regionen Plzeň, i den västra delen av landet, 100 km väster om huvudstaden Prag. Toppen på Vinice är 569 meter över havet.
Terrängen runt Vinice är lite kuperad. Runt Vinice är det ganska glesbefolkat, med 29 invånare per kvadratkilometer. Närmaste större samhälle är Stříbro, 14,5 km sydväst om Vinice. Omgivningarna runt Vinice är en mosaik av jordbruksmark och naturlig växtlighet.